# Miguel Ángel Reyes-Varela
Miguel Ángel Reyes-Varela (født 21. juni 1987 i Guadalajara, Mexico) er en professionel tennisspiller fra Mexico.